# جو بولر (بازیکن فوتبال)
جو بولر (انگلیسی: Joe Buller؛ 1909 – 1986 (aged 77)) بازیکن فوتبال اهل بریتانیا بود.
از باشگاه‌هایی که در آن بازی کرده‌است می‌توان به باشگاه فوتبال استوک سیتی و باشگاه فوتبال هارتل پول یونایتد اشاره کرد.